# 富谷市立東向陽台小学校
富谷市立東向陽台小学校（とみやしりつ ひがしこうようだいしょうがっこう）は、宮城県富谷市明石台一丁目にある公立小学校。

## 沿革
- 1980年（昭和55年）4月- 泉市立向陽台小学校より分離、富谷町立東向陽台小学校が開校
- 2015年（平成27年）4月 - 生徒数増加に伴い、富谷町立明石台小学校（当時）が分離・開校[2]。
- 2016年（平成28年）10月10日 - 富谷市制施行にともない現校名へ変更。

## 学区
東向陽台1丁目、東向陽台2丁目、東向陽台3丁目、明石台1丁目、明石台2丁目、明石台6丁目（26番地まで）、明石台7丁目、明石台8丁目、明石（上桜ノ木の一部）

## 卒業後
- 富谷市立東向陽台中学校へ進学する。